# Kryoglobulinämie
Die Kryoglobulinämie ist eine Erkrankung aus der Gruppe der Vaskulitiden (Gefäßentzündungen), die nicht ANCA-assoziiert sind.

## Erstbeschreiber
Wintrobe und Buell beschrieben 1933 eine 56-jährige Frau mit Plasmozytom und „kältepräzipitierenden Serumglobulinen“.
Lerner und Watson beschrieben 1947 einen Patienten mit ungewöhnlicher Purpura und hohen Konzentrationen von „kältepräzipitierenden Serumglobulinen“, die sie Kryoglobuline nannten und damit den Begriff prägten.

## Pathogenese
Kryoglobuline sind Antikörper (Immunglobuline), die bei Kälte unlöslich werden und bei Wärme wieder in Lösung gehen. Zusätzlich können sie die Eigenschaften von Rheumafaktoren oder Kälteagglutininen besitzen. Es werden monoklonale Kryoglobuline und gemischte Kryoglobuline unterschieden. Bei den letztgenannten handelt es sich um Immunkomplexe.
Man unterscheidet drei verschiedene Typen von Kryoglobulinen:
- Typ 1 Kryoglobuline: monoklonales Immunglobulin G (IgG) oder Immunglobulin M (IgM), selten auch andere Immunglobuline. Monoklonale Kryoglobuline.
- Typ 2 Kryoglobuline: meist monoklonales Immunglobulin M, das ähnlich wie Rheumafaktoren an das Fc-Stück von IgG bindet. Gemischte Kryoglobuline.
- Typ 3 Kryoglobuline: polyklonales Immunglobulin M, das mit einem anderen polyklonalen Immunglobulin Immunkomplexe bildet. Gemischte Kryoglobuline.

In ca. 80 Prozent der Fälle liegt der Kryoglobulinämie eine chronische Hepatitis C zugrunde.
Weitere Ursachen können sein:
- Morbus Waldenström
- multiples Myelom
- systemischer Lupus erythematodes
- Sjögren-Syndrom
- Polyarteriitis nodosa
- rheumatoide Arthritis
- Sarkoidose
- Colitis ulcerosa
- Infektionen mit:
  - Epstein-Barr-Virus (EBV)
  - Toxoplasma gondii, dem Erreger der Toxoplasmose
  - Treponema pallidum, dem Erreger der Syphilis
  - Borrelien
  - Cytomegalievirus (CMV)
  - Hepatitis C

## Symptome
- Hautsymptome:
  - Hautblutungen durch Gefäßwandschädigung der Akren, diese Hauterscheinungen werden als "palpable Purpura" bezeichnet
  - Morbus Raynaud
  - Akrozyanose
  - Nekrosen der Akren
- Arthralgien (Gelenkschmerzen)
- Myalgien (Muskelschmerzen)
- Schwerpunktneuropathie
- bei 60 Prozent der Patienten Leber-/Milzvergrößerung (vor allem bei M. Waldenström und Plasmozytom)
- Lymphknotenerkrankungen
- Glomerulonephritis mit Hämaturie und Proteinurie
- bei 50 Prozent der Patienten Neuropathie
- multiple Organinfarkte

## Diagnose
Die Diagnose ergibt sich anhand von Anamnese, Gefäßbiopsie und eventuellem Nachweis einer Hepatitis C. Die Blutsenkungsgeschwindigkeit ist bei 37 °C stark beschleunigt, bei 4 °C normal. Die Kryoglobuline können per Elektrophorese nachgewiesen werden.

## Behandlung
Zum einen werden mögliche Grundkrankheiten behandelt, zum anderen kommen Kortikosteroide und diverse Chemotherapeutika zum Einsatz.